# Fanny Bergenström
Fanny Marie Bergenström (Stockholm, 20 mars 1968) est une photographe et auteur de livres de cuisine suédoise.
Sa grand-mère, Märta Zätterström (sv) et sa mère Pernilla Tunberger (sv) publièrent aussi des livres de recettes. Son père, Gullmar Bergenström (sv) était photographe.

## Œuvres
- Om blommor (1997)
- Blommornas kalender: en evighetskalender (1997)